# Ruger 10/22
La Ruger 10/22 è una serie di fucili semiautomatici prodotti dall'azienda statunitense Sturm, Ruger & Co., camerata con cartucce .22 Long Rifle.
La versione standard della carabina del Ruger 10/22 è stata prodotta ininterrottamente dal 1964, diventando uno dei modelli di fucili di maggior successo della storia.
Una versione magnum del 10/22, camerata con la cartuccia .22 WMR, è stata prodotta dal 1998 al 2006.